# Advanced Format
Bei Advanced Format (AF) handelt es sich um jegliche Laufwerksektorengröße, die 512, 520 oder 528 Bytes pro Sektor übersteigen, wie etwa die Größen 4096, 4112, 4160 und 4224 Bytes pro Sektor einer Advanced Format Drive (AFD), eines Advanced Format Laufwerks. Größere Sektoren ermöglichen den Gebrauch von besseren Fehlerkorrekturverfahren, die die Datensicherheit bei größerer Speicherdichte sicherstellen.

## Geschichte
Die Nutzung größerer Sektoren wurde zuerst 1998 in einem technischen Dokument der National Storage Industry Consortium (NSIC) vorgeschlagen, welche auf den Konflikt der wachsenden Aufzeichnungsdichte und dem traditionellen 512-Byte-pro-Sektor Format, verwendet in Festplattenlaufwerken, aufmerksam machte. Ohne revolutionäre Durchbrüche der Festplattenforschung in Bereichen der Aufzeichnungstechnologie, welche die Kapazität erhöhen, würden diese Laufwerke in Zukunft stagnieren.
Der Standard wurde Advanced Format genannt, um zu damit auch künftige Ergänzungen wie etwa nachfolgende Generationen abdecken zu können. Das Logo wurde mit dem Gedanken erstellt, durch einen visuellen Unterschied zu der alten Technologie mit 512-, 520- oder 528-Byte Sektoren Festplatten entsprechend zu kennzeichnen.

## Übersicht
| Beschreibung                                | 512-Byte Sektor | 4096-Byte Sektor |
| ------------------------------------------- | --------------- | ---------------- |
| Abstand, Synchronisation & Adressmarkierung | 15 Bytes        | 15 Bytes         |
| Daten                                       | 512 Bytes       | 4096 Bytes       |
| Fehlerkorrekturcode                         | 50 Bytes        | 100 Bytes        |
| Insgesamt                                   | 577 Bytes       | 4211 Bytes       |
| Effizienz                                   | 88,7 %          | 97,3 %           |

| 0                   | 1                   | 2                   | 3                   | 4                   | 5                   | 6                   | 7                   | 8                   | 9                   | 10                  | 11                  | 12                  | 13                  | 14                  | 15                  |
| Physischer Sektor 1 | Physischer Sektor 1 | Physischer Sektor 1 | Physischer Sektor 1 | Physischer Sektor 1 | Physischer Sektor 1 | Physischer Sektor 1 | Physischer Sektor 1 | Physischer Sektor 2 | Physischer Sektor 2 | Physischer Sektor 2 | Physischer Sektor 2 | Physischer Sektor 2 | Physischer Sektor 2 | Physischer Sektor 2 | Physischer Sektor 2 |

Die Generation-one des Advanced Formats, die 4K Sektor Technik, nutzt den verfügbaren Speicherplatz noch effizienter, indem Daten, die sonst in acht 512-Byte Sektoren gespeichert werden, zu einem 4096-Byte (4 KB) großen Sektor zusammengefasst werden. Die grundlegenden Elemente der traditionellen 512-Byte Technologie werden weitergeführt, genauer die identifikations- und Synchronisationsmarkierung am Anfang und den Fehlerkorrekturcode (ECC) am Ende des Sektors. Zwischen dem Sektoranfang und den Fehlerkorrekturbereichen sind acht 512-Byte zusammengesetzt, welches ermöglicht, die Anfangsregionen zu sparen. Das Long Data Sector Committee wählte die Blockgröße von 4K für den Standard der ersten Generation aufgrund mehrerer Punkte, darunter auch als Korrespondenz zur Speicherseitengröße, genutzt von Prozessoren und einigen Betriebssystemen.